# Tom Spencer
Thomas Newnham Bayley Spencer (* 10. April 1948 in Nottingham; † 4. Mai 2023 in Hindhead, Surrey) war ein britischer Politiker der Conservative Party.

## Leben
Spencer studierte an der University of Southampton. Von 1979 bis 1984 sowie von 1989 bis 1999 war Spencer Mitglied im Europäischen Parlament. Er war von 1995 bis 1998 Leiter der britischen Konservativen im Europaparlament und von 1997 bis 1999 Vorsitzender im Ausschuss für auswärtige Angelegenheiten, Sicherheit und Verteidigungspolitik.
Spencer war mit Liz Spencer verheiratet. Im Jahre 1999 outete sich Spencer als homosexuell, als er von der Polizei am Flughafen Heathrow mit Cannabis-Zigaretten erwischt wurde. In der britischen Presse wurde bekannt, dass Spencer eine Beziehung mit dem US-amerikanischen Pornodarsteller Cole Tucker unterhielt.